# Сент-Альбан-Лес
Сент-Альбан-Лес (фр. Saint-Alban-Leysse) — коммуна во Франции, департамент Савойя, регион Овернь — Рона — Альпы. Является центром кантона Сент-Альбан-Лес. Округ коммуны — Шамбери. Код INSEE коммуны — 73222. Мэр коммуны — Мишель Дьен, мандат действует на протяжении 2014—2020 гг.

## География
Сент-Альбан-Лес находится в Савойе у подножия гор Ниволе и Пеней массива Бож. Коммуна является пригородом Шамбери — он находится в 3 км. Населённый пункт находится на средней высоте 300 метров над уровнем моря — на территории коммуны высота изменяется от 290 до 1240 метров.

## Климат
В городе климат умеренно жаркий.
| Показатель              | Янв. | Фев. | Март | Апр. | Май  | Июнь | Июль | Авг. | Сен. | Окт. | Нояб. | Дек. | Год  |
| ----------------------- | ---- | ---- | ---- | ---- | ---- | ---- | ---- | ---- | ---- | ---- | ----- | ---- | ---- |
| Средняя температура, °C | 1,3  | 3,1  | 7,2  | 10,6 | 14,4 | 18,0 | 20,3 | 19,5 | 16,7 | 11,5 | 6,3   | 2,1  | 10,9 |
| Норма осадков, мм       | 62   | 69   | 74   | 68   | 78   | 77   | 58   | 77   | 80   | 74   | 88    | 69   | 874  |
| Источник: Climate Data  |      |      |      |      |      |      |      |      |      |      |       |      |      |

## Население
В коммуне в 2011 году проживало 5689 человек, из них 18,0 % младше 14 лет, 17,8 % — от 15 до 29 лет, 19,3 % — от 30 до 44, 23,4 % — от 45 до 59 лет, 21,6 % старше 60.
Средний декларируемый годовой доход в коммуне: 23 767,6 евро. 2,3 % населения заняты в сфере сельского хозяйства, 5,8 % — в индустрии, 81,1 % — в сфере услуг (включая строительство).
Рост населения коммуны начался с 1970 годов, когда началось расширение Шамбери на пригороды. В Сент-Альбан-Лейс находятся коммерческие и промышленные районы города.
Динамика населения согласно INSEE:
| Население коммуны в XIX—XXI веках |
| --------------------------------- |
|                                   |

## Выборы
В ходе 1-го тура голосования 2012 года за Николя Саркози проголосовало 22,59 % населения, за Франсуа Олланда 21,40 %, за Марин Ле Пен 14,73 %. Во втором туре 40,68 % проголосовало за Николя Саркози, а 36,98 % за Франсуа Олланда.

## Достопримечательности

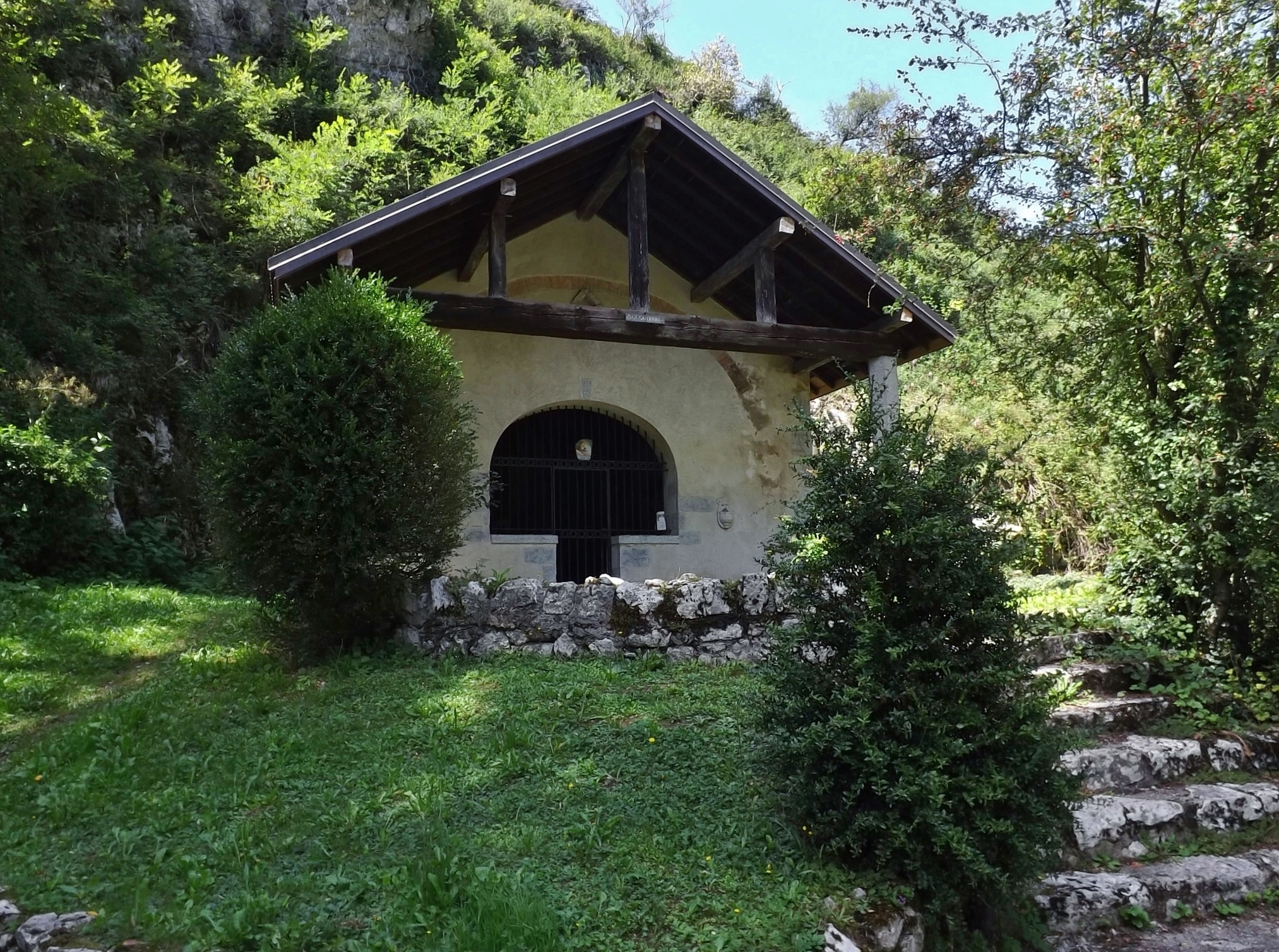
Часовня святого Сатурнина

- Часовня святого Сатурнина (фр. Chapelle de Saint-Saturnin)

Согласно легенде в третьем веке папа римский Фабиан отправил Сатурнина проповедовать Евангелие в Галлии. В ущелье, где на данный момент находится часовня, Сатурнин, первый епископ Тулузы, заставил течь воду из скалы. После его мученической смерти там была построена часовня. Данные раскопок доказывают, что римляне использовали этот источник.
Часовня является местом паломничества с первых веков нашей эры, особенно для больных подагрой. В записях о визите епископа в коммуну в 1340 году нашли подтверждение существования часовни в XIV веке. В 1971 году здание находилось в плохом состоянии, и его полностью перестроили.